# Herpetineuron toccoae
Herpetineuron toccoae är en bladmossart som beskrevs av Jules Cardot 1905. Herpetineuron toccoae ingår i släktet Herpetineuron och familjen Thuidiaceae. Inga underarter finns listade i Catalogue of Life.